# احسان پیربرناش
احسان پیربرناش روزنامه‌نگار ورزشی و طنزنویس اهل سوادکوه مازندران است. او در جریان خیزش ۱۴۰۱ ایران در ۶ آبان در مازندران بازداشت شد و در طول بازداشت به او مرخصی داده نشده‌است. او در دادگاه انقلاب ساری به ۱۸ سال زندان که ۱۰ سال آن قابل اجرا است، محکوم شده‌است.
یه گفته همسر او شرایط سلامتی خوب نیست و دچار حملات عصبی شده‌است. همسر او همچنین گفته‌است «در ماه‌های اخیر اما قرنطینه، خواه ناخواه تبدیل شده به بند سیاسی این زندان. اتاقی ۲۵ متری که در این ماه‌ها تا ۶۸ نفر را هم در خود جای داده‌است. اتاقی که امکانات بند عمومی مثل هواخوری و استفاده از تلفن در ساعات اداری و… را ندارد و زندانیان سیاسی از حداقل حقوق شهروندی خود در زندان محروم‌اند.»
احسان پیربرناش پس از بیش از صد روز بازداشت در چهارشنبه ۱۹ بهمن ۱۴۰۱ آزاد شد.